# Cicaré CH-12
Der Cicaré CH-12 ist ein Hubschrauber des argentinischen Herstellers Cicaré Helicópteros.

## Geschichte und Konstruktion
Der CH-12 ist ein leichter zweisitziger Hubschrauber für den zivilen Markt. Er wird als Bausatz verkauft und spiegelt die große Erfahrung Augusto Cicarés und seines Entwicklerteams wider, welche diese im Laufe der Zeit bei der Entwicklung von Leichthubschraubern sammeln konnten. Der Hubschrauber ist zum Teil aus Verbundmaterialien hergestellt und kann entweder von einem Subaru EJ25 mit 121 kW oder von einem Lycoming HIO-360-G1A mit 134 kW angetrieben werden, welcher einen aus Verbundmaterialien bestehenden Hauptrotor antreibt. Die zweiköpfige Besatzung sitzt nebeneinander in einer geschlossenen Kabine.

## Technische Daten
| Kenngröße             | Daten                                             |
| --------------------- | ------------------------------------------------- |
| Besatzung             | 1                                                 |
| Passagiere            | 1                                                 |
| Länge                 | 2,20 m                                            |
| Höhe                  | 2,71 m                                            |
| Rotordurchmesser      | 7,70 m                                            |
| Leermasse             | 430 kg                                            |
| max. Startmasse       | 700 kg                                            |
| Reisegeschwindigkeit  | 160 km/h                                          |
| Höchstgeschwindigkeit | 205 km/h                                          |
| Dienstgipfelhöhe      | 3500 m                                            |
| Reichweite            | 3 Stunden                                         |
| Triebwerke            | Lycoming HIO-360 4-Zylinder-Boxermotor mit 134 kW |